# Яценко, Елена Николаевна
Елена Николаевна Яценко (укр. Олена Миколаївна Яценко, родилась 4 октября 1977 года в Харькове) — украинская гандболистка, бронзовый призёр летних Олимпийских игр 2004 года. Заслуженный мастер спорта Украины.

## Биография
Елена Яценко известна по выступлениям за команды «Спартак» (Киев), «Крим» (Любляна, Словения) и «Арво-29» (Брест, Франция). В 2010 году она перешла в волгоградское «Динамо». 2 июня 2013 года объявила о завершении игровой карьеры.
В составе сборной Украины — бронзовый призёр Олимпийских игр 2004 года и серебряный призёр чемпионата Европы 2000 года, награждена орденом княгини Ольги III степени.
Воспитывает сына и получает образование в области спортивной реабилитации.